# Andrássy Gyula Gimnázium és Kollégium

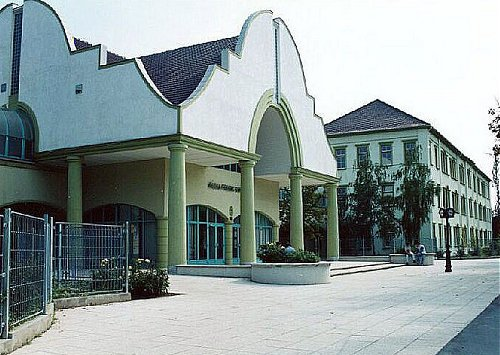
Eingang zum Gyula-Andrássy-Gymnasium

Das Andrássy Gyula Gimnázium és Kollégium (deutsch Gyula-Andrássy-Gymnasium und -Wohnheim) ist eine überregional bedeutende Bildungseinrichtung der Sekundarstufe II in Békéscsaba. Es ist hauptsächlich unter seinem früheren Namen „Ferenc-Rózsa-Gymnasium“ (ungarisch Rózsa Ferenc Gimnázium) bekannt, den es von 1948 bis 2008 trug. Seinen derzeitigen Namen erhielt es nach dem Außenminister Österreich-Ungarns, Graf Gyula Andrássy.

## Geschichte
Während seiner wechselvollen Geschichte trug das Gymnasium verschiedene Namen, die von der jeweiligen Zeit geprägt sind. Die Namenswechsel stehen sinnbildlich für die verschiedenen Schulträger, die Aufgaben der Schule und die gesellschaftlichen Umbrüche in Ungarn.

### Von den Anfängen bis 1948
Das Gymnasium wurde 1855 als Evangelisches Gymnasium (Evangélikus Gimnázium) gegründet, die Evangelische Kirche Ungarns fungierte bis zur Verstaatlichung des Schulwesens im Jahr 1948 als Schulträger. Mitte des 19. Jahrhunderts befand sich der Sitz des Komitats Békés noch in Gyula, weshalb die Haushaltsmittel der Zentralregierung hauptsächlich dorthin flossen und in Békéscsaba erst relativ spät ein Gymnasium eingerichtet wurde. Das Bürgertum Békéscsabas unterstützte das zunächst vierzügige Gymnasium von Anfang an, doch die Schülerzahlen sanken, nachdem die Kirche ein Schulgeld eingeführt hatte.
1895 wurde das Gymnasium von einem Untergymnasium zu einem Hauptgymnasium aufgewertet und war inzwischen achtzügig. Nach mehrjähriger Bauzeit wurde am 15. August 1899 ein zweistöckiges, monumental wirkendes und den Ansprüchen der Zeit genügendes Gebäude im eklektischen Stil fertiggestellt, das bis heute die Innenstadt von Békéscsaba prägt. Im Jahre 1901 schenkte Kaiser Franz Josef dem Gymnasium eine umfangreiche Sammlung naturwissenschaftlicher und kunstgeschichtlicher Objekte. Seither wurde es nach dem Thronfolger, Erzherzog Rudolf, benannt (Rudolf Főgimnázium).
Der Ausbruch des Ersten Weltkriegs wirkte sich entscheidend auf das schulische Leben aus. Bereits im ersten Kriegsjahr wurde das Schulgebäude als Militärkrankenhaus genutzt, und der Schulbetrieb musste in anderen Gebäuden der Stadt fortgesetzt werden. Doch auch diese Einrichtungen wurden im folgenden Jahr für militärische Zwecke benötigt, so dass der Lehrbetrieb nur schwerlich aufrechterhalten werden konnte. Erst 1917 besserte sich die Situation ein wenig, als die Krankenhausleitung das Gebäude einer anderen Schule wieder für den Lehrbetrieb freigab. Das eigentliche Schulgebäude wurde nach dem Ende der rumänischen Besatzungszeit im August 1920 von der Nemzeti Hadsereg beansprucht. Nachdem diese das Gebäude wieder verlassen hatte, wurden bei einer Bestandsaufnahme zahlreiche Schäden festgestellt, die erst 1926 beseitigt waren. Während der Horthy-Zeit waren durch die Einführung praktischer Übungen in Physik, Chemie und Biologie beträchtliche inhaltliche Fortschritte im Unterricht der naturwissenschaftlichen Fächer spürbar. Auch der Fremdsprachenunterricht wurde weiterentwickelt.
Der Zweite Weltkrieg sorgte jedoch für eine weitere Zäsur. Mit Ausnahme weniger Tage wurde der Lehrbetrieb jedoch nicht eingestellt. Für Schüler aus der Umgebung wurde 1941 ein Internat eingeführt. Abgesehen von zwei kleinen Granatentreffern wurden keine größeren Schäden am Gebäude verursacht. Mangels Baumaterial konnten die Schäden allerdings erst 1947/48 beseitigt werden.

### Von der kommunistischen Herrschaft bis in die Nachwendezeit
Am 18. Juni 1948 wurde die Schule verstaatlicht und zunächst in „Staatliches Jungengymnasium“ (Állami Fiúgimnázium)umbenannt, kurze Zeit später in „Staatliches Allgemeines Gymnasium Békéscsaba“ (Békéscsabai Állami Általános Gimnázium). Ab dem Schuljahr 1950/51 hieß es schließlich „Staatliches Allgemeines Ferenc-Rózsa-Jungengymnasium Békéscsaba“ (Békéscsabai Állami Rózsa Ferenc Általános Fiúgimnázium). Ab dem Schuljahr 1963/64 trug es den Namen „Gymnasium und Fachmittelschule für Handel »Ferenc Rózsa« in Békéscsaba“ (Békéscsabai Rózsa Ferenc Gimnázium és Kereskedelmi Szakközépiskola). Im folgenden Schuljahr wurde der Unterricht in der Fachmittelschule ausgeweitet und eine Abteilung für Druckereiwesen dort angesiedelt, was eine erneute Umbenennung in „Gymnasium und Fachmittelschule »Ferenc Rózsa« in Békéscsaba“ (Békéscsabai Rózsa Ferenc Gimnázium és Szakközépiskola) mit sich brachte. Mit dem Schuljahr 1970/71 wurde der Unterricht in der Fachmittelschule für Handel eingestellt, so dass ab 1971 neben dem Gymnasium nur noch die Druckerausbildung fortgesetzt wurde. Damit ging eine weitere Umbenennung in „Gymnasium und Fachmittelschule für die Druckindustrie »Ferenc Rózsa« in Békéscsaba“ (Békéscsabai Rózsa Ferenc Gimnázium és Nyomdaipari Szakközépiskola) einher, die bis 1980 Bestand hatte. Der Betrieb, für den die Ausbildung hauptsächlich erfolgte, war die Druckerei KNER, die die Schule auch materiell unterstützte. Nachdem die Fachmittelschule für die Druckindustrie ausgegliedert worden war, trug die Schule bis 2007 die Bezeichnung „Ferenc-Rózsa-Gymnasium“ (Rózsa Ferenc Gimnázium).

### Neues Gebäude (ab 1994) und jüngste Entwicklungen
Nach dem Ende des Sozialismus in Ungarn erhielt die Evangelische Kirche das Gebäude zurück und beabsichtigte, dort erneut ein evangelisches Gymnasium zu betreiben. Aus diesem Grund musste das Ferenc-Rózsa-Gymnasium einen neuen Standort suchen, was die Stadtverwaltung vor eine schwierige Aufgabe stellte, doch es gelang, eine Kompromisslösung zu finden. Seither residiert das Evangelische Gymnasium wieder an seinem traditionellen Standort am Szeberényi-Platz und erfreut sich steigender Schülerzahlen. Zu Beginn des Schuljahrs 1994/95 bezog das Ferenc-Rózsa-Gymnasium seine heutigen Räumlichkeiten in der ehemaligen Sándor-Nagy-Kaserne (Andrássy-Straße 56), die zu einem Schulgebäude umgebaut wurde. 1995/96 wurde das Wohnheim der Ferenc-Deák-Mittelschule übergeben und in die Einrichtung integriert. Die letzten ehemaligen Armeegebäude wurden um die Jahrtausendwende abgebaut. Die Nutzfläche beträgt nunmehr 5195 m², dort befinden sich 24 Klassenräume. Auch nach der räumlichen Trennung blieb die Verbindung zwischen dem Evangelischen Gymnasium und dem heutigen Gyula-Andrássy-Gymnasium intakt, und beide Schulen sehen sich als Rechtsnachfolger der von der Kirche getragenen Schule, die bis 1948 bestand.
Im Jahr 2005 konnte das 150-jährige Bestehen der Schule gefeiert werden. Die Schülerzahl schwankt zwischen 600 und 650, pro Jahrgang gibt es 5 Klassen mit je 30–35 Schülern. In landesweiten Schülerwettbewerben sind immer wieder herausragende Ergebnisse in den Naturwissenschaften, aber auch in Geographie, Mathematik, Literatur, Grammatik und Fremdsprachen zu verzeichnen. 2002 wurden die sogenannten Eurofakt-Klassen eingerichtet, in denen Fremdsprachenunterricht auf hohem Niveau in den drei wichtigsten Fremdsprachen Englisch, Deutsch und Französisch erteilt wird.
Voraussetzung für den Schulbesuch ist eine erfolgreich absolvierte schriftliche Aufnahmeprüfung, da es Jahr für Jahr mehr Anmeldungen als Plätze gibt. Über den János-Horváth-Gedenkwettbewerb werden je fünf weitere Plätze ohne Aufnahmeprüfung für die erfolgreichsten Grundschüler in den Fächern Ungarisch, Mathematik und Geschichte vergeben.

### Namenswechsel 2008
Der frühere Namensgeber, Ferenc Rózsa, war Mitglied der in der Zwischenkriegszeit illegalen Ungarischen Kommunistischen Partei und Journalist der Zeitung „Freies Volk“ (Szabad Nép). Er war ein scharfer Kritiker des autoritären Systems der Horthy-Zeit, wurde deshalb verhaftet und starb unter bis heute ungeklärten Umständen im Gefängnis. Von der kommunistischen Geschichtsschreibung wurde er zum Märtyrer stilisiert.
Auf Antrag einer Privatperson befasste sich die Stadtverwaltung von Békéscsaba im Sommer 2008 erneut mit der Namensfrage und entschied sich für einen im ungarischen Kontext neutralen Namen, der nicht mit der kommunistischen Vergangenheit in Verbindung gebracht wird, und damit für eine Umbenennung. Die Mehrheit der Schüler befürwortete die Beibehaltung des vorherigen Namens, während sich die Lehrkräfte mit überzeugender Mehrheit für eine Benennung nach Andrássy aussprachen. Diskutiert wurden auch weitere Namen, unter anderem Franz II. Rákóczi (ungarisch II. Rákóczi Ferenc), bei dem das gängige Akronym (RFG) erhalten geblieben wäre.

## Statistik
Zahl der Absolventen mit Hochschulabschluss am Gyula-Andrássy-Gymnasium und dessen Vorgängern:
| Name                          | Jahr      | Zahl |
| ----------------------------- | --------- | ---- |
| Rudolf Főgimnázium            | 1901–1932 | 955  |
| Rudolf Reálgimnázium          | 1933–1948 | 482  |
| Evangélikus Gimnázium (Summe) | 1901–1948 | 1437 |
| Állami Rózsa Ferenc Gimnázium | 1949–1991 | 6642 |
| Gesamt                        | 1901–1991 | 8079 |

## Wohnheim
Das Wohnheim, das zur Schule gehört, besteht aus zwei Teilen, einem für Jungen und einem für Mädchen. Während die Kapazität des Mädchenwohnheims meist erschöpft ist, können im Jungenwohnheim wegen der geringeren Anzahl an Gymnasiasten Räume an andere Interessenten vergeben werden.

## Bedeutung und Einzugsgebiet
Im Komitat Békés zählt das Gymnasium regelmäßig zu den besten Schulen. Bei den schriftlichen Aufnahmeprüfungen für die Universitäten erzielte das Gymnasium 2006 die besten Ergebnisse. Die Schüler stammen aus Békéscsaba und den umliegenden Orten (Gyula, Kondoros, Csorvás usw.). Die Absolventen studieren anschließend meist an der Universität Szeged, der ELTE und der Sámuel-Tessedik-Hochschule. Die Aufnahmeprüfungen bestehen etwa 80 %. Diesen Fakten ist es zu verdanken, dass die Universität Szeged das Gyula-Andrássy-Gymnasium als „Basisschule“ ausgewählt hat.

## Bekannte und mit der Schule verbundene Persönlichkeiten
Zahlreiche in Ungarn bekannte Persönlichkeiten sind Absolventen des Gymnasiums oder haben an diesem unterrichtet. Hier soll nur eine Auswahl der über Ungarn hinaus bekannten Persönlichkeiten genannt werden.

### Lehrkräfte
- Béla Mladonyiczky, Bildhauer
- Győző Takács, Keramiker und Grafiker

### Schüler
- Endre Bajcsy-Zsilinszky, Politiker
- Zoltán Berczik, Europameister im Tischtennis
- János Gyöngyösi, Außenminister
- Pál Hursán, Atomphysiker und Hochschullehrer

### Alumni-Stiftung
Traditionell unterstützen die Alumni der Schule ihr ehemaliges Gymnasium mit mehr oder minder hohen Summen bzw. 1 % ihrer Jahressteuerschuld.

## Partnereinrichtungen
Im Rahmen der „Bihar-Békés-Mittelschulbrücke“ bestand von 2003 bis 2006 eine Partnerschaft mit zwei Mittelschulen in Salonta (Rumänien). Derzeit bestehen intensive Beziehungen zu einer ähnlichen Einrichtung im englischen Oxford.